# Подбородок

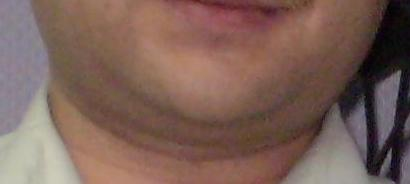
Подбородок 28-летнего мужчины

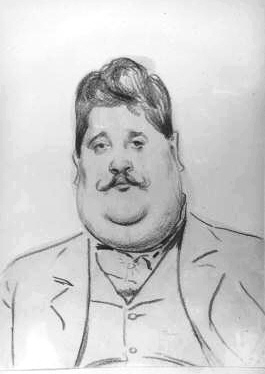
«Двойной подбородок». Карикатура на художника Рудольфа Свободу (ок. 1900) авторства Урбан, Йозеф (архитектор).

Подборо́док — самая нижняя часть лица, расположенная книзу от нижней губы. Форма подбородка определяется строением костей нижней челюсти, рядом мышц: подбородочной, квадратной мышцей нижней губы и треугольной, а также жировыми отложениями. Кровоснабжение поступает от нижней альвеолярной артерии, иннервация осуществляется подбородочным, или ментальным, нервом, представляющим собой ответвление тройничного нерва.
Под «двойным (тройным) подбородком» обычно подразумевают жировые складки, образующиеся под подбородком на шее.
Ямочка на подбородке — видимая серединная впадинка различных размера и формы, обусловленная особенностями сращения костей подбородка.

## Подбородочный выступ
Одной из наиболее типичных черт человека является развитие у него подбородочного выступа — выдающегося вперёд валика, идущего вдоль нижнего края нижнечелюстной кости и неизвестного ни у одной из обезьян. Наряду с рядом других особенностей, наличие подбородочного выступа позволяет отличать ископаемые останки Homo sapiens от останков вымерших видов рода Homo, в частности, от неандертальского человека (H. neanderthalensis), для которого была характерна более массивная нижняя челюсть без подбородочного выступа. Образование подбородочного треугольника связано с закладкой в области симфиза ряда мелких подбородочных косточек (ossicala mentalia), которые специфичны только для человека. Они появляются в конце эмбриональной жизни, сливаются между собой и с телом нижней челюсти (на детских челюстях видны следы слияния).
Тем не менее, среди пигмеев рампасаса с острова Флорес встречаются индивидуумы, лишенные подбородочного выступа.

### Возникновение подбородочного выступа
По вопросу о возникновении подбородка у человека в литературе высказывались различные взгляды:
- Редукция альвеолярного отростка. При общей редукции жевательного аппарата альвеолярный отросток сильно уменьшается, тогда как нижний отдел передней части тела челюсти такой редукции не испытывает, что вызывает отступание альвеолярной части и тем самым появление подбородка. Формирование подбородка ставили также в связь с выпрямлением передних зубов и альвеолярного отростка.
- Глобальные изменения черепа. Расширение мозговой части черепа вызвало расхождение ветвей нижней челюсти, а укорочение верхней челюсти и нёба обусловили уменьшение её длины. Это вызвало усиление поперечных натяжений в области симфиза, особенно в нижнем его отделе, и задерживало слияние двух половин челюсти. Необходимость усиления передней пластины обусловила появление подбородочных косточек, которые и образовали подбородочный выступ.
- Неодинаковый рост альвеолярной и базальной частей челюсти в период смены зубов. У человека передние постоянные зубы не больше молочных и альвеолярная часть мало увеличивается, тогда как базальная часть усиленно растёт в связи с общим увеличением размеров челюсти.

Очевидно, что каждый из указанных факторов, взятый в отдельности, недостаточен для объяснения сложного механизма возникновения подбородка. Здесь, по-видимому, играли роль и редукция альвеолярной части, и выпрямление зубов, и неодинаковый рост альвеолярной и базальной частей, и разрастание подбородочных косточек.

## Подбородок в культуре
- Стихотворение «По привычке, короткий задрав подбородок…» Григория Марговского.
- Стихотворение «С такою силой в подбородок руку» (1921) Марины Цветаевой.
- В эпизоде «Ocean's Three and a Half» (2009) мультсериала «Гриффины» Кливленд Браун взрезает бронированную дверь сейфа Картера Пьютершмидта подбородком Риз Уизерспун.